# Muscogee

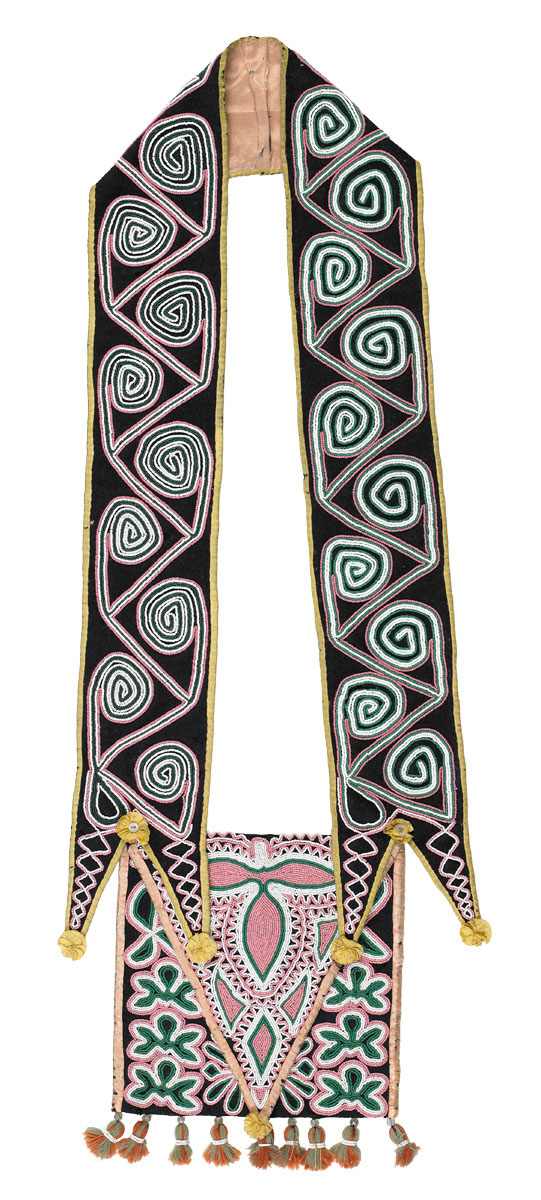
Bandelier tas van de Muscogee Creek, ca. 1820, Birmingham Museum of Art

De Muscogee (Mvskoke, Muscogee Creek, Muscogee Creek Confederacy) zijn een groep inheemse indiaanse volken van de Southeastern Woodlands in de Verenigde Staten. 
Hun bakermat ligt in Zuid-Tennessee, een groot gebied van Alabama, West-Georgia en delen van Noord-Florida.

## Gedwongen verplaatsingen
De meeste Muscogee volken werden door het federale gezag in de jaren 1830 tijdens de Trail of Tears met geweld verplaatst naar Indian Territory (nu Oklahoma). Een kleine groep van de Muscogee Creek Federacy bleef in Alabama, en hun nakomelingen vormden de federaal erkende Poarch Band of Creek Indians. Een andere Muscogee groep verhuisde tussen ca. 1767 en 1821 naar Florida, om de Europese uitbreiding te ontlopen, en huwden met plaatselijke volken om de Seminole te vormen. Door etnogenese verschenen de Seminole met een eigen identiteit uit de rest van de Muscogee Creek Confederacy. De meerderheid van de Seminole werden in de late jaren 1830 met geweld herplaatst naar Oklahoma, waar hun nakomelingen een federaal erkend volk zijn. Sommige Seminole verhuisden samen met de Miccosukee naar het zuiden in de Everglades, om gedwongen verplaatsing te voorkomen. Deze twee volken kregen in de 20e eeuw federale erkenning en bleven in Florida.

## Voorouders
De voorouders van de Musogee maakten deel uit van de Mississippian Ideological Interaction Sphere of Mississippicultuur. Tussen 800 en 1600 bouwden ze complexe steden met aardwerken mounds, met omliggende netwerken van satellietsteden en boerderijen. De netwerken van steden waren gebaseerd op een 900 jaar oude geschiedenis van complexe en goed georganiseerde landbouw en stedelijke planning, rond plaza's, balspeelvelden en vierkante vlakten voor ceremoniële dansen.
De Muscogee Creek worden in verband gebracht met centra met veel mounds, zoals de sites Ocmulgee, Etowah Indian Mounds en Moundville.
Precontact (precolumbiaanse) Muscogee gemeenschappen deelden akkerbouw, transcontinentale handel, ambachtelijke specialisatie, jacht en religie. Vroege conquistadores als Hernando de Soto kwamen midden 16e eeuw de voorouders van de Muscogee tegen.